# Bucchianico
Bucchianico é uma comuna italiana da região dos Abruzos, província de Chieti, com cerca de 4.933 habitantes. Estende-se por uma área de 38 km², tendo uma densidade populacional de 130 hab/km². Faz fronteira com Casacanditella, Casalincontrada, Chieti, Fara Filiorum Petri, Ripa Teatina, Roccamontepiano, Vacri, Villamagna.

## Demografia
| Variação demográfica do município entre 1861 e 2011                               |
|                                                                                   |
| Fonte: Istituto Nazionale di Statistica (ISTAT) - Elaboração gráfica da Wikipedia |